# Arsinoë III.

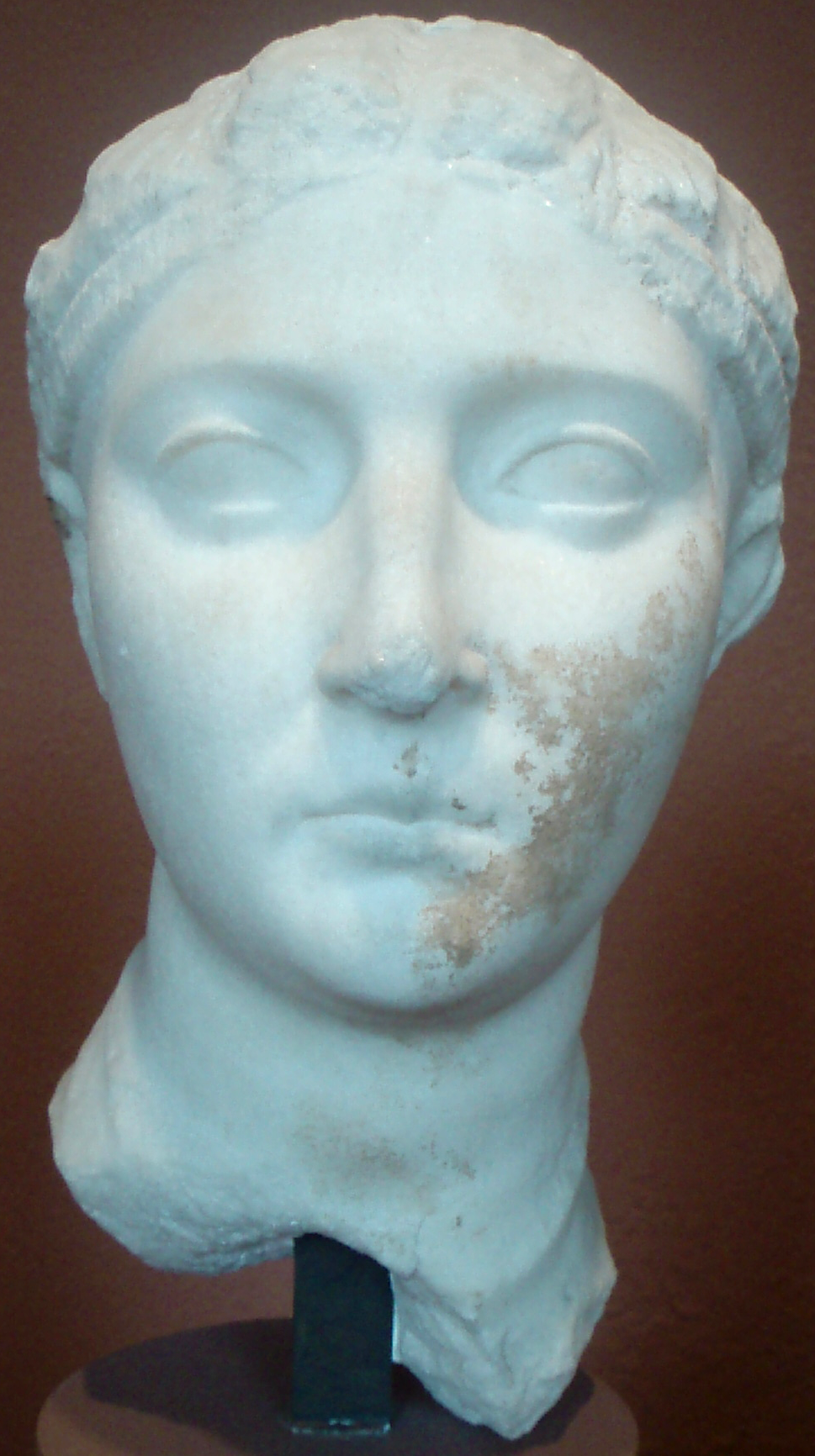
Büste der Königin Arsinoë III. (Museum of fine Arts, Boston)

Arsinoë III. (altgriechisch Ἀρσινόη Arsinóē; * wohl zwischen November 246 und Juni 245 v. Chr.; † 204 v. Chr.) war als Gattin ihres Bruders Ptolemaios IV. eine Königin von Ägypten (220–204 v. Chr.) aus der Dynastie der Ptolemäer.

## Leben
Arsinoë III. war eine Tochter von Ptolemaios III. und Berenike II. Sie hatte mehrere Geschwister, darunter die Brüder Ptolemaios IV. und Magas sowie die jung verstorbene Schwester Berenike († 238 v. Chr.). Nach dem Ende 222 v. Chr. erfolgten Tod Ptolemaios’ III. wurden Berenike II., Magas und weitere Angehörige der Königsfamilie auf Betreiben des einflussreichen Ministers Sosibios ermordet.
Vor Oktober/November 220 v. Chr. vermählte sich Arsinoë III. mit ihrem Bruder Ptolemaios IV. An dessen Seite nahm sie 217 v. Chr. an der Schlacht von Raphia gegen den Seleukidenkönig Antiochos III. teil und ermunterte vor dem Beginn des Kampfes die Streitkräfte durch Ansprachen. Nach dem ptolemäischen Sieg blieb sie mit Ptolemaios IV. noch drei Monate in Koilesyrien und kehrte dann mit ihm nach Alexandria zurück.
Das Königspaar wurde als Theoi Philopatores (= „vaterliebende Götter“) in den ptolemäischen Herrscherkult aufgenommen. Arsinoë III. erscheint in Opferszenen auf einheimisch-ägyptischen Denkmälern gleichrangig neben ihrem Brudergemahl. In Ehreninschriften, die aus Koilesyrien stammen, wird Arsinoë III. als Thea Philopator neben Ptolemaios IV., dem Theos Philopator, genannt. Der vierte Ptolemäer verehrte u. a. insbesondere Isis und suchte die Gestalt seiner Gattin im kultischen Bereich an jene dieser altägyptischen Göttin anzunähern. Er wurde auch zusammen mit Arsinoë III. zum göttlichen Paar Isis und Serapis in Beziehung gesetzt. So wird auf bilinguen Gründungstafeln eines alexandrinischen Tempels für Serapis und Isis im Anschluss an die Nennung dieser Götter auch das Königspaar als „vaterliebende Götter“ angeführt.
Während des Zweiten Punischen Kriegs verhielt sich Ptolemaios IV. gegenüber den Kriegsparteien Rom und Karthago neutral. Er bekam 210 v. Chr. von römischen Gesandten Besuch, die um Erneuerung der Freundschaft baten und u. a. Arsinoë III. teure Gewänder als Geschenk überreichten. Enge Beziehungen unterhielt der Ptolemäerkönig zu Böotien; im Stadtheiligtum von Oropos wurden Statuen für ihn und seine Schwestergemahlin aufgestellt.
210 v. Chr. gebar Arsinoë III. ihrem königlichen Bruder ihr einziges Kind, den späteren Ptolemaios V. Dieser Sohn wurde kurz nach seiner Geburt vom Vater zum Koregenten ernannt.
Das Verhältnis von Arsinoë III. zu ihrem Brudergemahl scheint von dessen Affäre mit seiner Mätresse Agathokleia überschattet gewesen zu sein. Der griechische Historiker Polybios bedauert die Königin, da sie „verwaist“ gewesen sei. Es ist aber nicht sicher, ob das Herrscherpaar tatsächlich so gespannte Beziehungen zueinander hatte. Ptolemaios IV. untersagte jedenfalls keine öffentlichen Ehrungen für seine Schwester und dürfte sie auch nicht – anders als vom spätantiken Historiker Johannes von Antiochia behauptet – verstoßen haben.
Die genaueren Todesumstände des wohl im Sommer 204 v. Chr. verstorbenen Ptolemaios IV. und seiner Gattin sind aufgrund des unvollständigen Erhaltungszustands von Polybios’ Geschichtswerk unbekannt. Polybios gibt jedenfalls an, der Minister Sosibios habe Arsinoë III. beseitigen lassen, die eigentliche Mordtat sei von Philammon durchgeführt worden. Der römische Geschichtsschreiber Iustinus behauptet hingegen, Ptolemaios IV. habe seine Gattin ermordet und nachdem er gestorben war, sei sein Tod längere Zeit verheimlicht worden. Möglicherweise kam Arsinoë III. durch ein gelegtes Feuer, durch das ein Teil des Palastes abbrannte, ums Leben. Meist wird in der modernen Forschung angenommen, dass Arsinoë III. nach dem Tod des Ptolemaios IV. die Regentschaft des Reiches für ihren minderjährigen Sohn Ptolemaios V. übernehmen wollte und deshalb im Auftrag von Sosibios und Agathokles, die selbst die Regierungsgeschäfte zu führen beabsichtigten, umgebracht wurde.
Als Sosibios und Agathokles den Tod des Königs und seiner Gemahlin öffentlich bekannt gaben, ernannten sie den unmündigen Ptolemaios V. zum neuen König, legten ein sie zu dessen Vormündern bestellendes, angeblich gefälschtes Testament Ptolemaios’ IV. vor und zeigten zwei Urnen her, welche die sterblichen Überreste des Herrscherpaares enthielten und beigesetzt wurden. Allerdings befanden sich in der einen Urne laut Polybios nicht die Überreste Arsinoës, sondern nur Spezereien. Nun sei auch das wahre Schicksal Arsinoës allgemein bekannt geworden und habe zahlreiche Alexandriner traurig berührt. Sosibios starb bald danach, doch Agathokles konnte noch ein gutes Jahr lang die Regentschaft ausüben, ehe er etwa im Oktober 203 v. Chr. zusammen mit seiner Schwester Agathokleia und weiteren Verwandten von einer fanatisierten Menschenmenge ermordet wurde. Zu diesem Zeitpunkt erfuhren auch frühere Freundinnen Arsinoës, dass deren Mörder Philammon drei Tage zuvor von Kyrene nach Alexandria zurückgekehrt war, woraufhin sie ihn und seine Familie töteten. 199/198 v. Chr. wurde das Amt einer eponymen Priesterin für Arsinoë III. im alexandrinischen Ptolemäerkult geschaffen.